# Горлов Геннадій Васильович
Геннадій Васильович Горлов (народився 20 вересня 1943 м. Єнакієве, Донецька область) — український політик. Колишній народний депутат України.

## Життєпис
Освіта: Дніпропетровський металургійний інститут (1971), інженер-металург.
Березень 2006 — кандидат в народні депутати України від Блоку «Наша Україна», № 145 в списку. На час виборів: народний депутат України, член ПППУ.
Народний депутат України 4-го скликання з квітня 2002 до квітня 2006, виборчій округ № 78, Запорізька область, висунутий Блоком «За єдину Україну!». «За» 31.60%, 9 суперників. На час виборів: перший заступник голови правління, технічний директор ВАТ «Запорізький металургійний комбінат «Запоріжсталь», член Партії регіонів. Член фракції «Єдина Україна» (травень — червень 2002), член фракції «Регіони України» (червень 2002 лютий 2005), позафракційний (лютий — березень 2005), член групи «Воля народу» (березень 2005), член фракції ПППУ (з березня 2005). Член Комітету з питань промислової політики та підприємництва (з червня 2002).
- 1962–1965 — служба в армії.
- 1965–1998 — підручний сталевара, сталевар мартенівської печі, секретар парткому мартенівського цеху, начальник зміни, майстер, заступник начальника, начальник мартенівського цеху, 1998–2002 — перший заступник голови правління, технічний директор-перший заступник генерального директора ВАТ «Запоріжсталь».

## Відзнаки
- Заслужений металург України